# Maksym Kagal
Maksym Volodymyrovytch Kagal ou Kahal, en ukrainien : Максим Володимирович Кагал Maksym Volodymyrovych Kahal , né le 1er décembre 1991 à Krementchouk en Ukraine et mort le 25 mars 2022 à Marioupol, est un kickboxeur ukrainien.

## Biographie

### Carriére
Étudiant à l'Université de Krementchouk, il est champion du monde de l'International Sport Kickboxing Association (ISKA) en 2014 dans la catégorie des poids légers (moins de 60 kg). 

### Mort
Il meurt lors de la bataille de Marioupol lors de l'invasion de l'Ukraine par la Russie, alors qu'il se battait au sein du Régiment Azov avec le grade de lieutenant. Le président ukrainien Volodymyr Zelensky le nomme peu après à titre posthume Héros d'Ukraine, le plus haut titre honorifique du pays.